# 莊原站
莊原站（日语：／ Shōbara eki */?）是位於島根縣出雲市斐川町學頭，西日本旅客鐵道（JR西日本）的山陰本線車站。

## 歷史
- 1910年（明治43年）
  - 6月10日 - 國有鐵道山陰本線宍道站至此站開業，此終點站啟用。為客運和貨運車站。
    - 當時車站地址為島根縣簸川郡莊原村學頭。

  - 10月10日 - 山陰本線伸延至出雲今市站（現時為出雲市站），成為中途站。
- 1955年（昭和30年）4月15日 - 隨著斐川村成立，車站地址為島根縣簸川郡斐川村學頭。
- 1965年（昭和40年）4月1日 - 隨著斐川村實施町制，成為斐川町，車站地址為島根縣簸川郡斐川町學頭。
- 1972年（昭和47年）2月10日 - 終止貨物起卸業務。
- 1987年（昭和62年）4月1日 - 伴隨國鐵分割民營化，車站由西日本旅客鐵道（JR西日本）營運。
- 2011年（平成23年）10月1日 - 隨著斐川町編入至出雲市（第二次），車站地址為島根縣出雲市斐川町學頭。
- 2016年（平成28年）12月17日 - 此站可以使用IC卡「ICOCA」[1][2]。設置IC卡專用簡易閘機。
- 2020年（令和2年）3月9日 - 新車站大樓開始使用（樓面總面積約58平方米）[3]。

## 車站構造
車站是一座地面車站，曾經設有2面3線的單式、島式月台，隨著山陰線高速化工程，在島式月台外邊的路軌撤走，使此站只剩下2面2線的相對式月台。於車站大樓旁邊為1號月台（上下行本線），對面為2號月台（上下行副本線）。路軌為一線通過結構。兩月台之間設有跨線橋連接。大部分停站列車使用靠車站大樓的月台。
車站是由松江站管理的無人車站，設有自動售票機。

### 月台
| 月台 | 路線     | 上下行 | 方向               |
| ---- | -------- | ------ | ------------------ |
| 1、2 | 山陰本線 | 上行   | 松江、米子方向     |
| 1、2 | 山陰本線 | 下行   | 出雲市、大田市方向 |

- 通過列車與不需要列車交會時，上下行列車均使用1號月台。
- 若需要等待反方向列車通過時，上下行列車會使用2號月台。
- 若兩列車均需要停站且進行列車交會，米子方向（上行）列車會使用1號，出雲市方向（下行）列車會使用2號月台。

## 使用狀況
以下為近年1日平均乘車人次列表：
| 乘車人次變化 | 乘車人次變化    |
| 年度         | 1日平均乘車人次 |
| ------------ | --------------- |
| 1984         | 325             |
| 1994         | 358             |
| 1999         | 366             |
| 2000         | 352             |
| 2001         | 359             |
| 2002         | 333             |
| 2003         | 357             |
| 2004         | 338             |
| 2005         | 343             |
| 2006         | 349             |
| 2007         | 353             |
| 2008         | 349             |
| 2009         | 345             |
| 2010         | 332             |
| 2011         | 344             |
| 2012         | 352             |
| 2013         | 364             |
| 2014         | 352             |
| 2015         | 356             |
| 2016         | 368             |
| 2017         | 342             |

## 車站周邊
- 湯之川溫泉（日语：湯の川温泉 (島根県)）
- 出雲松鼠之丘（日语：出雲いりすの丘）
- 道之驛湯之川（日语：道の駅湯の川）
- 荒神谷遺蹟（日语：荒神谷遺跡）、荒神谷博物館、荒神谷史蹟公園
- 國道9號
- 島根縣道196号莊原停車場線（日语：島根県道196号荘原停車場線）
- 斐伊川（日语：斐伊川）
- SUPER CENTER PLANT（日语：PLANT）斐川店

## 相鄰車站
西日本旅客鐵道
山陰本線
■快速「Aqua快車」、■快速「鳥取快車」、■普通
宍道－莊原－直江

## 注腳
1. ↑  奧平真也. . 朝日新聞 (朝日新聞社). 2016-12-18: 晨報 島根版.
2. ↑  山陰線（出雲市～伯耆大山駅間）、伯備線（根雨駅、生山駅、新見駅）ICOCAご利用開始日・自動改札機ご利用開始日決定! （页面存档备份，存于） - 西日本旅客鐵道（2016年10月18日）
3. ↑  . 山陰中央新報. 2014-04-03  [2020-03-23]. （原始内容存档于2020-03-23）.
4. ↑  島根縣統計書

## 外部連結
- 莊原｜車站資訊：JR出門網 - 西日本旅客鐵道